# Acacia cowellii
Acacia cowellii é uma espécie de leguminosa do gênero Acacia, pertencente à família Fabaceae.